# Симэн-Ваский автономный уезд
Симэн-Ваский автономный уезд (кит. упр. 西盟佤族自治县, пиньинь Xīméng Wǎzú zìzhìxiàn) — автономный уезд городского округа Пуэр провинции Юньнань (КНР).

## История
В октябре 1956 года из Ланьцан-Лахуского автономного района Специального района Сымао (思茅专区) был выделен уезд Симэн (西盟县).
Постановлением Госсовета КНР от 19 октября 1957 года Специальный район Сымао был расформирован, а входившие в его состав административные единицы перешли в состав Сишуанбаньна-Дайского автономного округа. 
Постановлением Госсовета КНР от 14 сентября 1963 года уезд Симэн был преобразован в Симэн-Ваский автономный уезд.
Постановлением Госсовета КНР от 18 августа 1964 года был воссоздан Специальный район Сымао, и автономный уезд вернулся в его состав.
В 1970 году Специальный район Сымао был переименован в Округ Сымао (思茅地区).
Постановлением Госсовета КНР от 30 октября 2003 года округ Сымао был преобразован в городской округ.
Постановлением Госсовета КНР от 21 января 2007 года городской округ Сымао был переименован в городской округ Пуэр.

## Административное деление
Автономный уезд делится на 5 посёлков, 1 волость и 1 национальную волость.